# Hạ Trữ
Hạ Trữ (chữ Hán: 夏杼, qua đời vì: cú sốc suy sụp), cũng gọi là Mân, Thư hay Trừ, là vị vua thứ bảy của nhà Hạ trong lịch sử Trung Quốc.

## Giúp cha khôi phục nhà Hạ
Trữ là con của vua Thiếu Khang. Ông sinh ra và lớn lên khi kinh thành nhà Hạ bị Hàn Trác chiếm đóng. Ông nội của Trữ là Tướng bị Hàn Trác giết ở nước Châm Tầm, bà nội là Hậu Mân trốn thoát rồi sinh ra Thiếu Khang.
Thiếu Khang khôn lớn, chạy sang nước chư hầu Hữu Ngu là dòng dõi của vua Thuấn, được vua nước Hữu Ngu giúp đỡ. Trữ cùng cha quy tụ lực lượng chống lại Hàn Trác.
Được sự phối hợp của một quý tộc nhà Hạ khác là Mỵ ở nước Hữu Cách, năm 1946 TCN, cha con Thiếu Khang và Trữ mang quân trở về đánh Hàn Trác. Quân Hạ đánh bại và bắt giết Trác.
Hàn Trác vốn phong cho Kiêu ở nước Quá và Ế ở nước Qua để làm vây cánh. Thiếu Khang sau khi giết được Hàn Trác lại đem quân đi diệt nước Quá, giết chết Kiêu. Trong khi đó Trữ nhận lệnh vua cha đi đánh nước Qua của Ế. Ông dùng mưu dụ Ế ra ngoài thành giết chết, tiêu diệt nước Qua.
Các thế lực phản nhà Hạ hoàn toàn bị tiêu diệt. Trữ có công cùng cha trung hưng nhà Hạ. Năm 2058 TCN, Thiếu Khang qua đời, Trữ lên nối ngôi.
Sử sách không chép rõ các sự kiện xảy ra trong thời gian ông làm vua. Hạ Trữ làm vua trong 17 năm. Năm 2041 TCN, ông qua đời, con ông là Hạ Hòe lên nối ngôi.